# William Cavendish, 4. vévoda z Devonshiru
William Cavendish, 4. vévoda z Devonshire (William Cavendish, 4th Duke of Devonshire, 4th Marquess of Hartington, 7th Earl of Devonshire, 7th Baron Cavendish of Hardwick) (8. květen 1720 – 2. říjen 1764, Spa), byl britský státník. Jako příslušník vysoce postavené šlechty se od mládí angažoval v politice, nejprve jako poslanec Dolní sněmovny, později člen Sněmovny lordů (od roku 1755 s titulem vévody). Zastával vysoké funkce u dvora, byl místokrálem v Irsku (1755–1757) a v letech 1756–1757 krátce britským premiérem. Díky sňatku významným způsobem rozšířil rodový majetek převzetím dědictví po rodině Boylů.

## Životopis

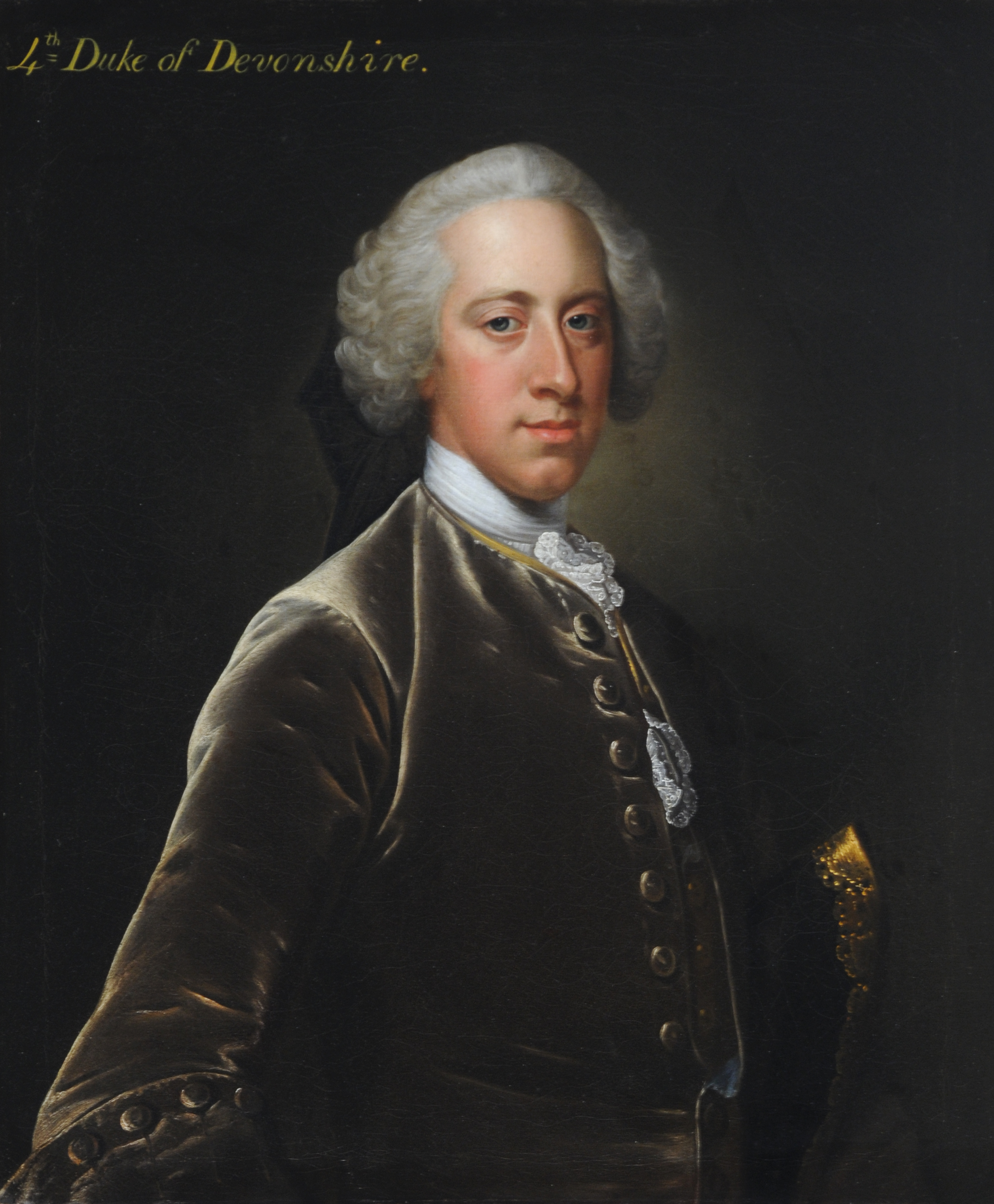
Portrét 4. vévody z Devonshire ze sbírek National Trust

Pocházel z významné šlechtické rodiny Cavendishů, narodil se jako nejstarší ze čtyř synů 3. vévody z Devonshiru. Jako jeden z mála britských premiérů neprošel univerzitou, dostalo se mu jen soukromého vzdělání. V doprovodu svého učitele reverenda Arthura Smythe absolvoval v letech 1739–1740 kavalírskou cestu do Francie a Itálie. V letech 1741–1751 byl poslancem Dolní sněmovny, kde zastupoval volební obvod hrabství Derbyshire a v rodinné tradici patřil ke straně whigů. Jako otcův dědic užíval od roku 1729 titul markýz z Hartingtonu, v roce 1751 byl s titulem barona Cavendishe povolán do Sněmovny lordů. Titul vévody zdědil po otci v roce 1755. Mezitím se prosadil ve vysokých funkcích u dvora, v letech 1750–1755 byl nejvyšším štolbou (Master of the Horse) a v roce 1751 byl jmenován členem Tajné rady. Od dubna 1755 do ledna 1757 zastával funkci místokrále v Irsku. Na počátku sedmileté války byl jmenován ministerským předsedou Velké Británie. Jako státník nebyl příliš schopný, skutečnou vůdčí osobností vládního kabinetu byl William Pitt, vévoda z Devonshiru ostatně funkci premiéra přijal víceméně proti své vůli. Z titulu funkce předsedy vlády byl zároveň předsedou Sněmovny lordů a v roce 1756 se stal rytířem Podvazkového řádu. Ve funkci premiéra setrval formálně do června 1757, poté zastával úřad nejyššího komořího s platem 4 200 liber ročně (1757–1762). V závěru sedmileté války se kvůli mírovým jednáním dostal do konfliktu s králem Jiřím III., byl odvolán z funkce nejvyššího komořího, vyloučen z Tajné rady a nakonec mu byl úplně odepřen přístup ke dvoru. Opustil Anglii a zemřel o dva roky později v lázních Spa v Belgii. Do smrti byl formálně lordem-místodržitelem v hrabství Derbyshire (1754–1764). K jeho soukromým zájmům patřilo jezdectví.

## Rodina

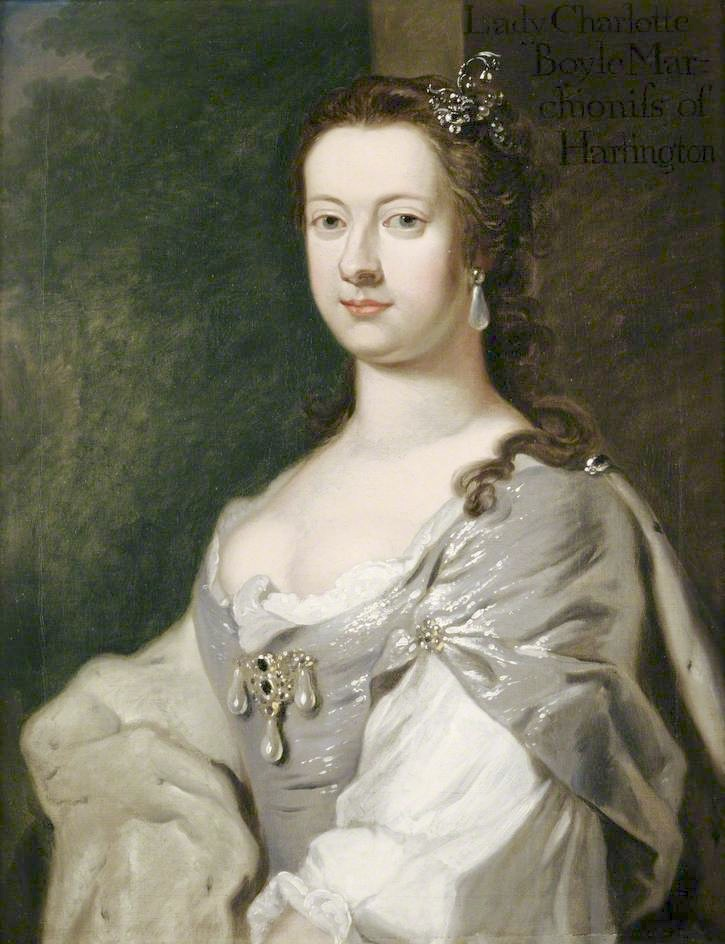
Charlotte Cavendishová, markýza z Hartingtonu, rozená Boyle (1731–1754), manželka 4. vévody z Devonshire

V roce 1748 se v Londýně oženil s Charlotte Elizabeth Boyleovou, dcerou a bohatou dědičkou Richarda Boyleho, 3. hraběte z Burlingtonu, známého architekta a sběratele umění. Charlotte byla po otci univerzální dědičkou rozsáhlého majetku rodu Boylů v hrabstvích Yorkshire (zámek Bolton Abbey) a Derbyshire (zámek Londesborough Hall), v Irsku (zámek Lismore Castle) a také paláce Burlington House v Londýně. Z manželství se narodily čtyři děti, nejmladší syn George získal později titu hraběte z Burlingtonu užívaný dříve v rodině Boyle.
- 1. William Cavendish, 5. vévoda z Devonshiru (1748–1811), dědic titulu vévody 1764, lord-místodržitel v Derbyshire, nejvyšší pokladník v Irsku, rytíř Podvazkového řádu, ∞ 1774 Georgiana Spencerová (1757–1806)
- 2. Dorothy (1750–1794), ∞ 1766 William Cavendish-Bentinck, 3. vévoda z Portlandu (1738–1809), britský premiér 1783 a 1807–1809
- 3. lord Richard Cavendish (1752–1781), člen Dolní sněmovny, dobrovolník v armádě, zemřel v Neapoli
- 4. George Augustus Cavendish, 1. hrabě z Burlingtonu (1754–1834), člen Dolní sněmovny, hrabě z Burlingtonu 1831, ∞ 1782 Elizabeth Comptonová (1760–1835)

Z mladších bratrů 4. vévody z Devonshiru vynikl lord Frederick Cavendish (1729–1803), který sloužil v armádě a dosáhl hodnosti polního maršála, další bratr lord John Cavendish (1732–1796) byl dlouholetým poslancem Dolní sněmovny a v letech 1782 a 1783 dvakrát krátce britským ministrem financí. Díky sňatkům svých sester měl vévoda z Devonshiru blízké příbuzenské vazby na vlivný irský rod Ponsonbyů, jeho švagry byli William Ponsonby, 2. hrabě z Bessborough a dlouholetý předseda irského parlamentu John Ponsonby.